# The Real McKenzies

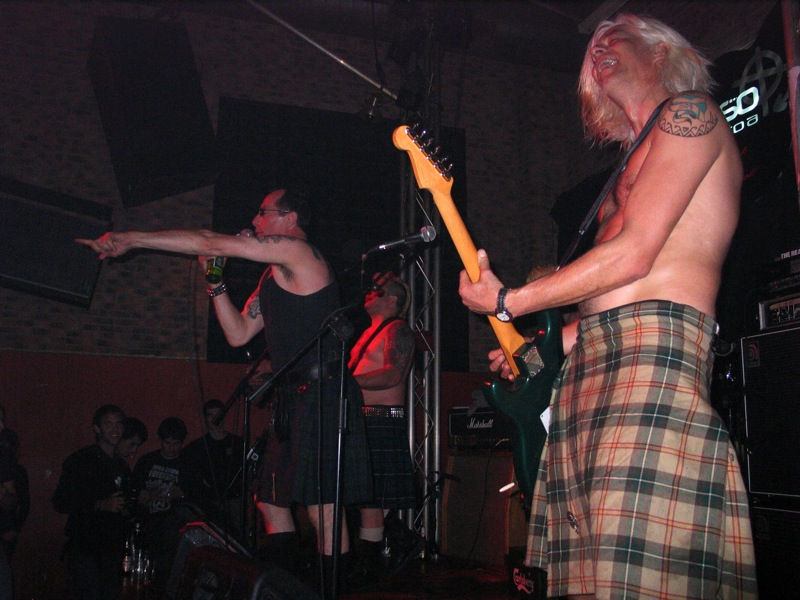
The Real McKenzies

The Real McKenzies je kanadská celtic-punková skupina, která byla založena ve Vancouveru roku 1992. Interpretují tradiční irské a skotské písně, kterým dodávají tvrdší ráz a tempo. Na stage v minulosti vystoupili společně například s Flogging Molly, Xcrosscheckx, The Misfits nebo skupinou Metallica.
Jejich tvorba je velmi podobná s Dropkick Murphys nebo The Rumjacks.

## Členové
- Paul McKenzie - zpěv
- Gord Taylor - skotské dudy
- Kurt Robertson -
- Sean Sellers -
- Mark Boland - el. kytara, zpěv

## Diskografie

### Alba
- Real McKenzies, 1995
- Clash of the Tartans, 1998
- Fat Club 7", 2000
- Loch'd and Loaded, 2001
- Pissed Tae Th' Gills, 2002
- Oot & Aboot, 2003
- 10,000 Shots, 2005
- Off the Leash, 2008
- Shine Not Burn, 2010
- Westwinds, March 27, 2012
- Rats in the Burlap, 2015
- Two Devils Will Talk, 2017
- Beer and Loathing, 2020

### Singly
- Drink some more
- The lads who fought and won
- Chip